# Asociación Deportiva Orión
A Associação Desportiva Orión (em espanhol: Asociación Deportiva Orión) é um clube de futebol do Panamá, fundado em 2 de junho de 1987 pelo jornalista Gabriel Castillo. O Orión é um dos poucos times panamenhos a ter jogado nas três divisões do futebol nacional.
Em 1995, o Orion venceu a Segunda Divisão Nacional, o que lhe valeu a promoção para a primeira divisão da antiga Liga Nacional de Fútbol No Aficionado (LINFUNA), uma das duas ligas paralelas que existiam à época no país. No entanto, sua diretoria acabou optando por jogar a ANAPROF no ano seguinte.
Ocupando a última posição com um total de duas vitórias, quatro empates e 21 derrotas, com 24 gols a favor e 81 contra, o clube foi rebaixado novamente para a Liga Distrital. Em 2001, dirigido pelo também jornalista Luis Carlos Bailey, o Orion venceu a Copa Rommel Fernandez (Terceira Divisão), obtendo o acesso para a segunda divisão da ANAPROF.
Nesta categoria o clube laranja ganhou dois torneios Apertura, em 2008 e 2009. Nas duas temporadas jogou a super final contra o Rio Abajo FC, sendo derrotado pelo adversário em ambas as oportunidades. Na temporada de 2015, o Orion jogou novamente na Terceira Divisão panamenha.